# وسام بوزيد
وسام بوزيد (من مواليد 18 ديسمبر 2002) هي لاعبة كرة قدم تلعب كمهاجمة لمنتخب الجزائر لكرة القدم للسيدات ولاعبة وسط لنادي يو إس أورليان الفرنسي.

## مسيرتها الكروية
بدأت بوزيد لعب كرة القدم مع فريق باريس سان جيرمان للشباب. قبل الانضمام إلى يو إس أورليانز في عام 2021.

## مسيرتها الدولية
وفي أكتوبر 2021، تم استدعاؤها للمنتخب الجزائري لأول مرة من قبل المدربة الوطنية راضية فرتول، للمشاركة في مواجهة مزدوجة أمام السودان، ضمن تصفيات كأس الأمم الأفريقية للسيدات 2022. في 20 أكتوبر 2021، شاركت في أول مباراة دولية لها أساسية وسجلت هدفين في الفوز التاريخي 14–0 على السودان. أُلغيت مباراة الإياب التي كان من المقرر إجراؤها في 26 أكتوبر بسبب الانقلاب السوداني في أكتوبر ونوفمبر 2021.

## الإحصائيات

### النادي
اعتبارا من 20 يناير 2023
| النادي   | الموسم  | الدوري                                | الدوري    | الدوري  | الكأس     | الكأس   | قاريا     | قاريا   | أخرى      | أخرى    | المجموع   | المجموع |
| النادي   | الموسم  | الدرجة                                | المشاركات | الأهداف | المشاركات | الأهداف | المشاركات | الأهداف | المشاركات | الأهداف | المشاركات | الأهداف |
| -------- | ------- | ------------------------------------- | --------- | ------- | --------- | ------- | --------- | ------- | --------- | ------- | --------- | ------- |
| أورليانز | 2021–22 | الدوري الفرنسي الدرجة الثانية للسيدات | 5         | 1       | 1         | 0       | –         | –       | —         | —       | 6         | 1       |
| أورليانز | 2022–23 | الدوري الفرنسي الدرجة الثانية للسيدات | 8         | 0       | 1         | 0       | –         | –       | —         | —       | 9         | 0       |
| المجموع  | المجموع | المجموع                               | 13        | 1       | 2         | 0       | –         | –       | —         | —       | 15        | 1       |

### المنتخب
اعتبارا من 18 فبراير 2023
| المنتخب الوطني | السنة   | المشاركات | الأهداف |
| -------------- | ------- | --------- | ------- |
| الجزائر        | 2021    | 1         | 2       |
| الجزائر        | 2022    | 2         | 0       |
| الجزائر        | 2023    | 0         | 0       |
| المجموع        | المجموع | 3         | 2       |

أهداف ونتائج الجزائر مدرجة أولا، ويُشير عمود الهدف إلى النتيجة بعد كل هدف سجلته بوزيد.
| #. | التاريخ        | المكان                                   | الخصم   | الهدف | النتيجة | المسابقة                            |
| -- | -------------- | ---------------------------------------- | ------- | ----- | ------- | ----------------------------------- |
| 1  | 20 أكتوبر 2021 | ملعب عمر حمادي، الجزائر العاصمة، الجزائر | السودان | 5–0   | 14–0    | تصفيات كأس أمم أفريقيا للسيدات 2022 |
| 2  | 20 أكتوبر 2021 | ملعب عمر حمادي، الجزائر العاصمة، الجزائر | السودان | 6–0   | 14–0    | تصفيات كأس أمم أفريقيا للسيدات 2022 |